# DR Automobiles Groupe
DR Automobiles S.r.l. és un fabricant d'automòbils italià que importa i distribueix cotxes xinesos.
Fundat l'any 1985 per Massimo Di Risio a Macchia d'Isernia, l'equip de carreres DR Sportequipe va néixer l'any 2002, participant en curses internacionals, com el Ferrari Challenge i el gran premi del campionat GT Italia, recollint més de 200 victòries.
L'any 2006 va fundar la marca DR, començant a importar components d'automòbils produïts per fabricants d'automòbils xinesos (Chery Automobile, JAC Motors, BAIC Group i Dongfeng Motor), muntant-los sota llicència i comercialitzant-los, fins i tot per al lloguer. Posteriorment, van néixer quatre marques més (EVO el 2020, Sportequipe el 2022, ICH-X el 2022, Tiger el 2024) diferenciant-se en els segments de mercat.
L'any 2022 la companyia adquireix la marca d'automoció OSCA de la família Maserati.